# گرنادین ایرویز
گرنادین ایرویز (به انگلیسی: Grenadine Airways) یک شرکت هواپیمایی است.
دفتر مرکزی گرنادین ایرویز در سنت وینسنت و گرنادین‌ها واقع شده‌است و قطب این شرکت هواپیمایی در فرودگاه‌ای. تی. جاشوا قرار دارد.